# Ulica Wojskowa w Siedlcach
Ulica Wojskowa – jedna z głównych ulic w Siedlcach, w dzielnicy Śródmieście.

## Przebieg
Ulica rozpoczyna się na skrzyżowaniu ulic: J. Piłsudskiego i Armii Krajowej, na końcu przechodzi Sokołowską.

## Historia

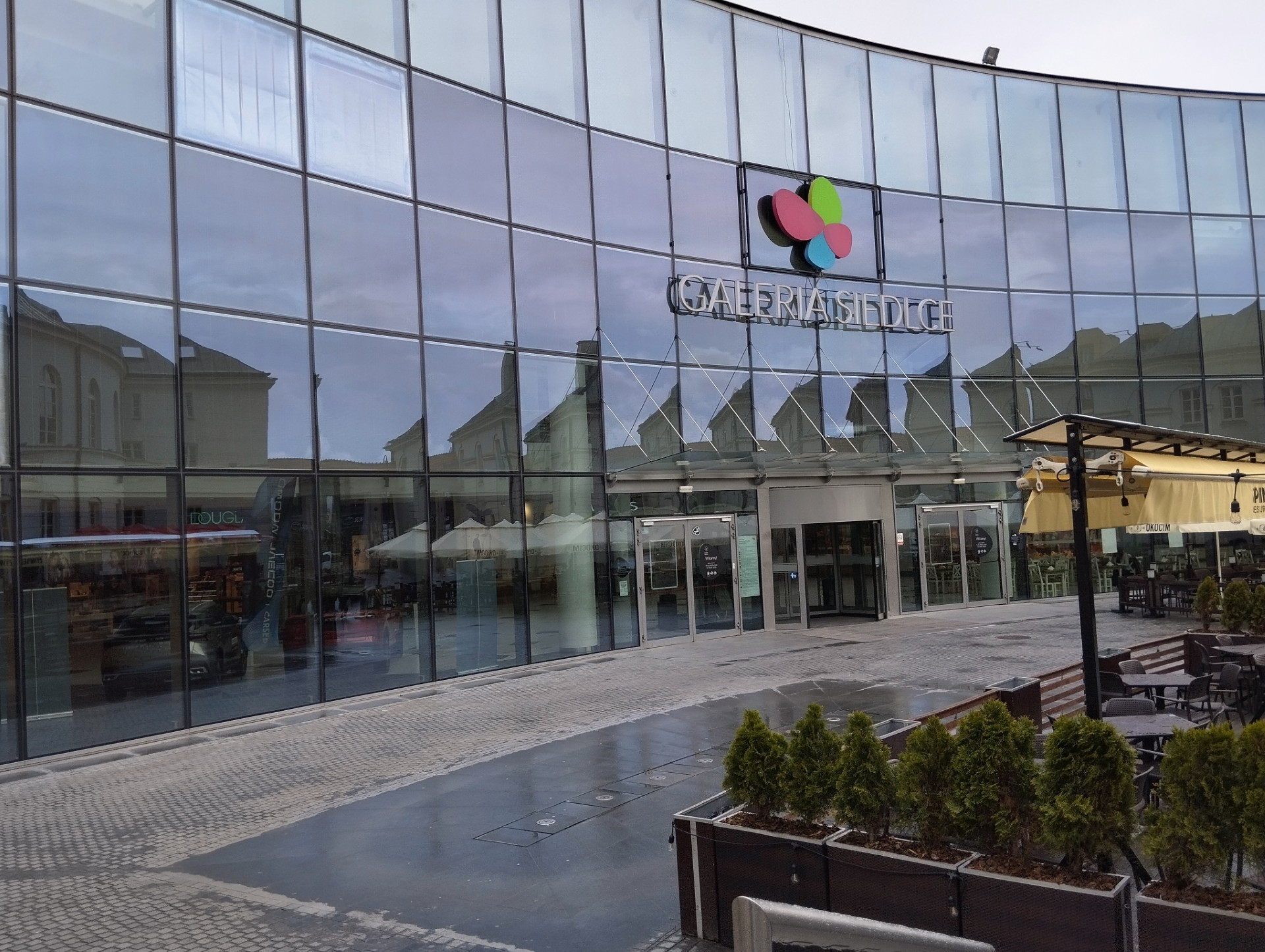
Galeria Siedlce

Ulica powstała najprawdopodobniej na przełomie XIX i XX wieku, początkowo droga brukowa, nawierzchnię asfaltową uzyskała w latach 60. W 2002 roku zostały wymienione chodniki oraz oświetlenie na stylowe latarnie. W 2024 roku ulica została przebudowana w dwóch miejscach nie połączonych ze sobą: Przy skrzyżowaniu z ulicą Piłsudskiego, gdzie została przebudowana nawierzchnia, kanalizacja oraz zatoka autobusowa oraz przy skrzyżowaniu z ulicą Cmentarną gdzie powstało rondo im. El Greca, nowe chodniki oraz ścieżki rowerowe.

## Obiekty
- Galeria Siedlce, nr 3
- D.H. Trezor, nr 18
- Oddział Banku Pekao, nr 24
- Lapidarium (przy ul. Cmentarnej)

## Komunikacja
Ulicą Wojskową kursują autobusy nr: 3, 4, 10, 17, 27, 32, 38, 42, 43